# Cúp bóng đá nữ châu Đại Dương 2014
Cúp bóng đá nữ châu Đại Dương 2014 (cũng biết gọi là Giải vô địch bóng đá nữ châu Đại Dương 2014) là lần thứ 10 của Cúp bóng đá nữ châu Đại Dương, và đã diễn ra ở Papua New Guinea từ ngày 25–29 tháng 10 năm 2014. Giải đấu bóng đá đã được tổ chức bởi Liên đoàn bóng đá châu Đại Dương. Giải này là lần thứ 10 của giải đấu.
New Zealand đã giành được giải đấu mà không thừa nhận một bàn thắng, do đó giành chiến thắng lần thứ ba của họ và đủ điều kiện tham dự giải vô địch bóng đá nữ thế giới 2015.

## Vòng bảng
Giờ thi đấu là giờ địa phương (UTC+10:00).
| VT | Đội                  | ST | T | H | B | BT | BB | HS  | Đ | Giành quyền tham dự                   |
| -- | -------------------- | -- | - | - | - | -- | -- | --- | - | ------------------------------------- |
| 1  | New Zealand (C)      | 3  | 3 | 0 | 0 | 30 | 0  | +30 | 9 | Giải vô địch bóng đá nữ thế giới 2015 |
| 2  | Papua New Guinea (H) | 3  | 2 | 0 | 1 | 7  | 4  | +3  | 6 |                                       |
| 3  | Quần đảo Cook        | 3  | 0 | 1 | 2 | 2  | 16 | −14 | 1 |                                       |
| 4  | Tonga                | 3  | 0 | 1 | 2 | 1  | 20 | −19 | 1 |                                       |

| New Zealand | 16–0     | Tonga |
| --- | -------- | ----- |
| Cleverley 1', 18' · Gregorius 8' (ph.đ.), 50', 70' · Hassett 17' · Collins 20', 69', 76' · White 26', 29' · Longo 67', 77' · Hearn 86', 90+7' · Percival 90+2' | Chi tiết |       |

| Papua New Guinea                     | 4–1      | Quần đảo Cook  |
| ------------------------------------ | -------- | -------------- |
| Birum 16' · M. Gunemba 26', 36', 84' | Chi tiết | Maoate-Cox 90' |

| Tonga           | 1–1      | Quần đảo Cook |
| --------------- | -------- | ------------- |
| Loto'aniu 90+5' | Chi tiết | Toka 83'      |

| Papua New Guinea | 0–3      | New Zealand                         |
| ---------------- | -------- | ----------------------------------- |
|                  | Chi tiết | Stott 59' · Hearn 70' · Longo 90+2' |

| Quần đảo Cook | 0–11     | New Zealand |
| ------------- | -------- | --- |
|               | Chi tiết | Collins 12', 20' · Erceg 14' · Hearn 19', 47', 56', 86' · Percival 43' · White 45+4' · Stott 54' · Hassett 75' |

| Tonga | 0–3      | Papua New Guinea                |
| ----- | -------- | ------------------------------- |
|       | Chi tiết | M. Gunemba 25' · Kaipu 32', 62' |

| Vô địch Cúp bóng đá nữ châu Đại Dương 2014 |
| ------------------------------------------ |
| · New Zealand · Lần thứ tư                 |